# دائرة مجاط
دائرة مجاط هي إحدى دوائر إقليم شيشاوة، التابع لجهة مراكش آسفي، المملكة المغربية. تضم الدائرة 8 جماعات قروية، وبلغ عدد سكانها 90134 فرداً سنة 2004 حسب الإحصاء الرسمي للسكان والسكنى. يتبع للدائرة 21 مشيخة و340 دوار.

## التقسيمات الإداريّة
تعتبر دائرة مجاط إحدى الدوائر المشكّلة لإقليم شيشاوة، وهو التقسيم الإداري من المستوى الرابع المعتمد في المغرب. ينقسم إقليم شيشاوة إلى 33 جماعات قروية تختلف من حيث السكان والمساحة، والتي بدورها تنقسم إلى مشيخات تضم عدداً من الدواوير.